# Лорд с планеты Земля
«Лорд с планеты Земля» — роман-трилогия российского писателя-фантаста Сергея Лукьяненко, состоящий из трёх повестей: «Принцесса стоит смерти», «Планета, которой нет» и «Стеклянное море». Написан в период с 1990 по 1992 год и впервые полностью опубликован минским издательством «Литература» в 1996 году. Впоследствии вся трилогия и отдельные части неоднократно переиздавались.
Действие романа начинается на Земле, где молодой парень Сергей спасает от хулиганов девушку, оказавшуюся принцессой планеты Тар. В первой части трилогии, повести «Принцесса стоит смерти», через несколько лет после этого события по просьбе той самой девушки Сергей переносится в мир Храмов, где ему предстоит драться, похищать принцессу и жениться на ней для спасения Тара. Кроме того он узнает о проклятии Сеятелей, якобы наложенном на Землю. В повести «Планета, которой нет» Сергей на космическом корабле «Терра» пытается найти Землю, тем самым доказав, что проклятия нет. Секта «Потомков Сеятелей» противостоит герою на протяжении всей части, пытаясь в конце концов уничтожить Землю кварковой бомбой. Но Сергею, выяснившему, что он один из Сеятелей, удается спасти планету, после чего он с женой переносится во время Сеятелей. В повести «Стеклянное море» Сергей оказывается вовлечен в войну с фангами, которую ему удается остановить.
Роман был написан Сергеем Лукьяненко с целью показать, что произведения жанра «космическая опера» не всегда заведомо являются «примитивным чтивом». Критики разошлись во мнениях, насколько это удалось писателю. Отмечались как затрагивание сложных проблем и философская составляющая трилогии, так и принципиальная невозможность донести важную идею при помощи такого развлекательного жанра. В 1996 году повесть «Планета, которой нет», а в 1997 году — «Стеклянное море» номинировались на премии «Интерпресскон» и «Бронзовая Улитка» в номинации «Крупная форма».

## Сюжет

### Принцесса стоит смерти
Молодой парень Сергей спасает от хулиганов девушку, влюбляется в неё и получает от неё перстень как знак, что они обручены. Девушка исчезает, но через пять лет Сергей слышит из перстня её зов и переносится на её родную планету. Добыв одежду и «плоскостной» меч с лезвием атомарной толщины, Сергей отправляется на поиск девушки. У местного жителя Сергей узнаёт, что девушка — принцесса этой планеты, а он — претендент на роль принца. Принцем может стать только победитель Рыцарского Турнира планеты, а его текущий победитель Шоррэй хочет захватить власть над планетой. Сергей, как последний официальный претендент, может спасти империю, став мужем принцессы. Он соглашается проникнуть во дворец и похитить принцессу, чтобы обвенчаться в Храме Вселенной. Использование оружия и техники невозможно, так как дворец императора защищен нейтрализующим полем. Сергей учится владеть атомарным мечом, а также получает оружие таинственных Сеятелей.
Похитив принцессу при помощи планера, на аэродроме он сталкивается с Шоррэем. В поединке Сергей в последний момент избегает поражения, используя оружие Сеятелей, которое отбрасывает его в прошлое к началу операции. Во второй раз Сергею удаётся добраться в Храм, и там Шоррэй вызывает его на дуэль. Сергей убивает Шоррэя, используя память об их прошлом бое. Однако он не может стать принцем, потому что на Земле лежит проклятие Сеятелей. На каждой обитаемой планете, кроме Земли, есть воздвигнутый Сеятелями неуничтожаемый Храм Вселенной, с помощью которого корабли могут добраться до нужной планеты, тогда как реальное положение планет никому неизвестно. Таким образом, Земля — планета, которой «нет». Сергей решает отправиться на поиски родной планеты.

### Планета, которой нет
Сергей на космическом корабле «Терра» уже больше двух лет безуспешно пытается найти Землю. На одной из планет он находит земного мальчика Даньку с «Белого Рейдера» секты «Потомков Сеятелей». Его подкинули, чтобы заставить Сергея переместиться на Землю при помощи гиперперехода. Цель секты — уничтожить врагов, которых, по их мнению, не смогли или не успели уничтожить Сеятели. Вскоре Сергей понимает, что сектой «Потомков» командуют пропавшие император и императрица Тара. Кварковая бомба на борту «Рейдера» может уничтожить Землю, а её местоположение всё-таки удаётся вычислить. «Терра» дает бой «Рейдеру», но проигрывает.
Сергей понимает, что является Сеятелем, и от Архитектора маяков узнаёт, что Сеятели — земляне из XXII века, забросившие в прошлое семена жизни и построившие Храмы. Чтобы остановить сектантов, Сергей убеждает Архитектора, что Земля не будет уничтожена именно из-за его вмешательства. Он призывает на Землю свою жену Терри. Император и императрица не могут допустить гибель дочери, поэтому бомбу не взрывают. Сергей и Терри решают переместиться в настоящее Сеятелей, в 11 апреля 2133 года, накануне войны с фангами. Даньку возвращают на Землю.

### Стеклянное море
Сергей и Терри живут в своей резиденции на безжизненной планете Сомат. Реки и озёра планеты заполнены «сухой водой»: частички воды окружены «кремнийорганикой» — сложным соединением, из-за которого вода превращается в пыль. Но под действием жидкости «сухая вода» переходит в нормальное состояние. На дом Сергея нападают неизвестные роботы, после чего он решает улететь на Землю и вступить в войну с фангами. Планета Тар оказалась в стратегически очень важном для Земли районе. Некоторое время спустя Сергей узнаёт, что войну развязали некие «Отрешённые» — сверхсущества, потомки землян и фангов. Война для фангов стала новым смыслом жизни, они полностью восхищены ею. Сергей связывается с Отрешёнными и останавливает войну, доказав фангам, что мир намного красивее войны. В схватке на Сомате Сергей победил одного из фангов, и смесь их крови становится неким катализатором перехода «сухой воды» в нормальное жидкое состояние, приводя к возрождению жизни на планете.

## Создание и издания

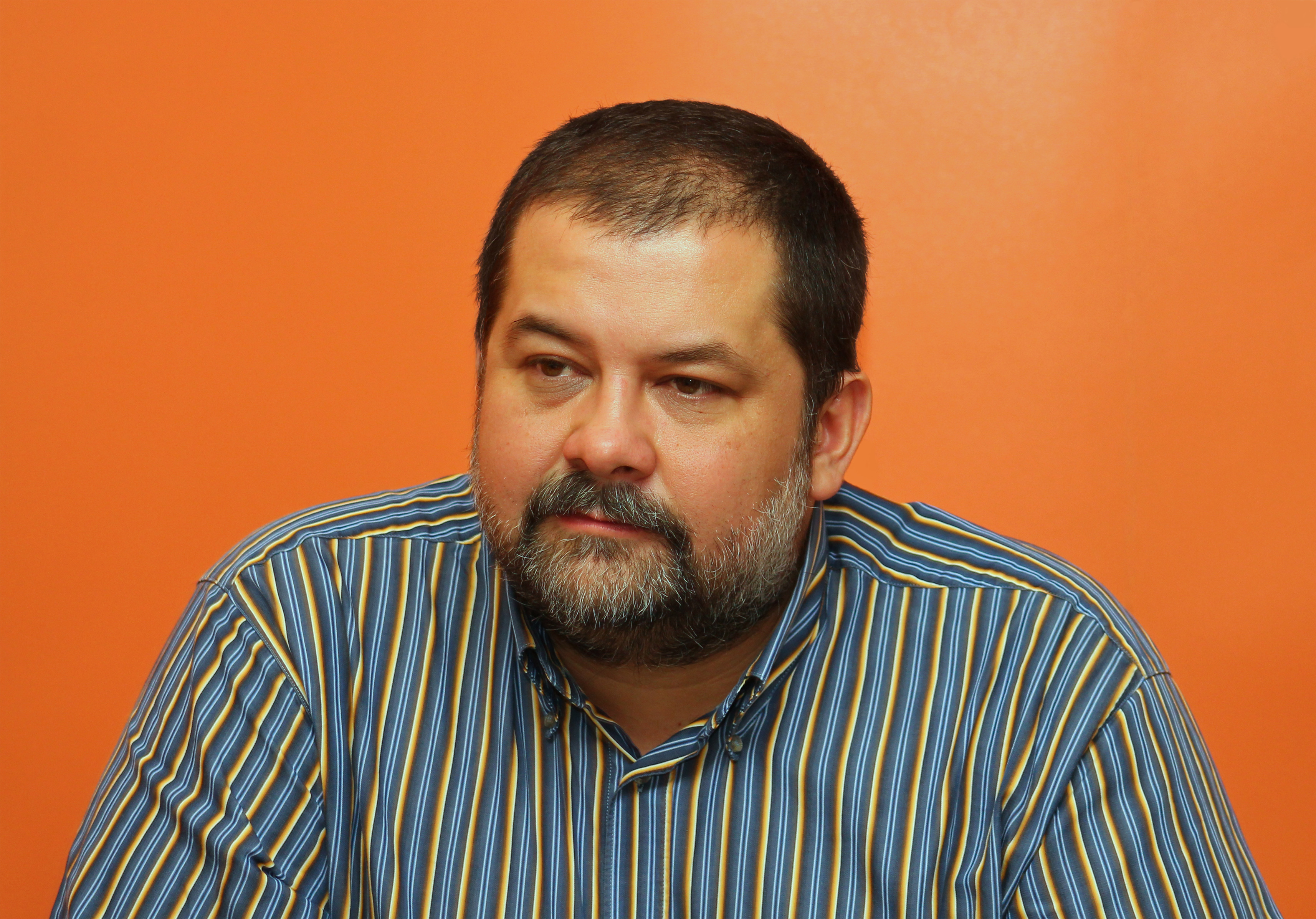
Сергей Лукьяненко

По словам Сергея Лукьяненко, на момент создания трилогии «существовало стойкое и ложное убеждение, что „космическая опера“ — заведомо примитивное, схематичное чтиво». Поэтому роман «Лорд с планеты Земля» «был написан в порядке дискуссии с этой точкой зрения».
Название расы «фанг» из повести «Стеклянное море», которое с английского можно перевести как «клык» (англ. «fang»), на самом деле было сконструировано фонетически, без привязки к языкам. Описанная в повести «Стеклянное море» «сухая вода», молекулы которой покрыты специальным кремнийорганическим соединением, была придумана писателем на основе материала из научно-популярной литературы, описывающей подобную технологию. Сам автор отметил, что пошёл путём Жюля Верна, использовав в романе ранее не замеченную интересную технологию.
В 1994 году в Алма-Ате впервые были напечатаны две повести трилогии: «Принцесса стоит смерти» и «Планета, которой нет». В вышедший там сборник Сергея Лукьяненко также вошли несколько рассказов писателя. Полностью роман-трилогия был издан в 1996 году в Минске издательством «Литература». Иллюстрация на обложке была выполнена Луисом Ройо, а внутренние иллюстрации — Кириллом Гариным. Позже роман был переведён на чешский и польский языки.
| Год  | Издательство                    | Место издания             | Серия                        | Тираж         | Примечание | Источник |
| ---- | ------------------------------- | ------------------------- | ---------------------------- | ------------- | --- | -------- |
| 1994 | ЛИА "Номад"                     | Алматы                    |                              | 15000         | «Лорд с планеты Земля». Сборник из двух повестей: «Принцесса стоит смерти», «Планета, которой нет»; и нескольких рассказов Лукьяненко. Оформление В. Кадырбаева. | [ 3 ]    |
| 1996 | Литература                      | Минск                     |                              | 15000         | Роман-трилогия «Лорд с планеты Земля» в одном томе. Иллюстрация на обложке Л. Ройо; внутренние иллюстрации К. Гарина.                                            | [ 5 ]    |
| 1997 | Аргус, Эксмо                    | Москва                    | Абсолютное оружие            | 12000         | Роман-трилогия «Лорд с планеты Земля» в одном томе. Иллюстрация на обложке С. Юлла; внутренние иллюстрации Р. Исматуллаева, З. Шабдурасулова, В. Мартыненко.     | [ 7 ]    |
| 1997 | Аргус, Эксмо                    | Москва                    | Хронос                       | 12000         | Роман-трилогия «Лорд с планеты Земля» в одном томе. Иллюстрация на обложке Р. Исматуллаева, З. Шабдурасулова; внутренние иллюстрации В. Мартыненко.              | [ 8 ]    |
| 1999 | АСТ                             | Москва                    | Звездный лабиринт            | 15000 + 35000 | Роман-трилогия «Лорд с планеты Земля» в одном томе. Иллюстрация на обложке Л. Ройо.                                                                              | [ 9 ]    |
| 2003 | АСТ                             | Москва                    | Звёздный лабиринт (мини)     | 10000 + 10000 | Повесть «Принцесса стоит смерти». Иллюстрация на обложке Л. Ройо.                                                                                                | [ 10 ]   |
| 2003 | АСТ                             | Москва                    | Звёздный лабиринт (мини)     | 7000 + 25000  | Повесть «Планета, которой нет». Иллюстрация на обложке Т. Кидда.                                                                                                 | [ 11 ]   |
| 2004 | АСТ, Ермак                      | Москва                    | Звездный лабиринт: коллекция | 10000 + 19100 | Роман-трилогия «Лорд с планеты Земля», романы «Рыцари Сорока Островов» и «Мальчик и тьма» в одном томе. Иллюстрация на обложке Л. Ройо.                          | [ 12 ]   |
| 2006 | АСТ, АСТ Москва, Хранитель      | Москва                    | Чёрная серия (танковая щель) | 20000         | Роман-трилогия «Лорд с планеты Земля» в одном томе. Иллюстрация на обложке Л. Ройо.                                                                              | [ 13 ]   |
| 2007 | АСТ, Ермак                      | Москва                    | Звёздный лабиринт (мини)     | 27000 + 10000 | Повесть «Стеклянное море». Иллюстрация на обложке Д.О. Майерса.                                                                                                  | [ 14 ]   |
| 2008 | АСТ, АСТ Москва, Астрель // ВКТ | Москва // Владимир        |                              | 7000          | Повесть «Принцесса стоит смерти». Иллюстрация на обложке Л. Ройо.                                                                                                | [ 15 ]   |
| 2008 | АСТ, АСТ МОСКВА // Астрель      | Москва // Санкт-Петербург |                              | 10000         | Повесть «Планета, которой нет». Иллюстрация на обложке Т. Кидда.                                                                                                 | [ 16 ]   |
| 2011 | АСТ, Астрель                    | Москва                    | Весь... (детская серия)      | 5000          | Роман-трилогия «Лорд с планеты Земля» в одном томе. Иллюстрации на обложке Д.О. Майерса, Л. Ройо, Т. Кидда.                                                      | [ 17 ]   |
| 2012 | АСТ, Астрель                    | Москва                    | Звездный лабиринт 3 (мини)   | 3000          | Повесть «Планета, которой нет». Иллюстрация на обложке Т. Кидда.                                                                                                 | [ 18 ]   |
| 2015 | АСТ                             | Москва                    | Весь Сергей Лукьяненко       | 5000          | Книга гор. Роман-трилогия «Лорд с планеты Земля», романы «Рыцари Сорока Островов» и «Мальчик и тьма» в одном томе. Иллюстрация на обложке В.Н. Ненова.           | [ 19 ]   |

| Год  | Название              | Издательство | Место издания | Язык     | Переводчик             | Источник |
| ---- | --------------------- | ------------ | ------------- | -------- | ---------------------- | -------- |
| 2006 | Lord z planety Ziemia | Amber        | Варшава       | Польский | Э. Скурская            | [ 20 ]   |
| 2009 | Lord z planety Země   | Triton, Argo | Прага         | Чешский  | П. Вайгель, Э. Бужкова | [ 21 ]   |

## Критика и оценки
Лаборатория Фантастики

 Goodreads

 LibraryThing
По мнению Бориса Невского, трилогию Сергея Лукьяненко «Лорд с планеты Земля» можно считать началом века русской космической оперы, который длится до сих пор. Основанный на «шаблонах классической космооперы», роман тем не менее значительно отличался от «простеньких авантюр» основателей направления космической оперы в жанре научной фантастики — Эдмонда Гамильтона и Эдварда Смита. Уступая по художественным достоинствам многим авторам советских времен, Лукьяненко отличается тем, что осознанно писал космооперу, не пытаясь называть свой роман научной фантастикой. Тем не менее, «книга написана хорошим русским языком, ярко и выразительно, что почти не свойственно массовой беллетристике». По мнению Бориса Невского, «трилогия Сергея Лукьяненко стала ручейком, который прорвал плотину». Вслед за его романом на книжных прилавках появилось множество других произведений космооперы, написанных на русском языке.
Лукьяненко активно снижает «требуемый жанром пафос», используя в романе нестандартные ходы для разрешения канонических жанровых задач. Привнесение в сугубо развлекательную литературу, к которой изначально относился жанр космооперы, некоторой идеи стало, по мнению критиков, на тот момент новаторским. Ярослав Хорошков отметил затронутые проблемы толерантности, прикладного гуманизма и ответственности. По мнению Василия Владимировского, повесть «Стеклянное море» превращает роман-трилогию «в подобие сложного многомерного лабиринта», затрагивая различные проблемы, на первый взгляд, расположенные в стороне от главной сюжетной линии. Именно в третьей части получает развитие авторский замысел. Литературный критик отмечает «многомерное напластование неортодоксальных социологических и теологических концепций», на которых основано произведение, и сравнивает всю трилогию со стеклянной лестницей из трех ступенек, по которой читатель проходит за автором — «от незамысловатой лихости „Принцессы…“, через прямолинейность сюжета „Планеты, которой нет“ — к глубине и сложности „Стеклянного моря“, завершающей и закольцовывающей всю трилогию части». Романтическое отношение к необходимости насилия сменяется к концу романа обвинительным актом Войне в любом её проявлении.
Один из ведущих советских критиков фантастики Всеволод Ревич более сдержанно высказался о возможности донести важную идею при помощи такого развлекательного жанра, как космоопера. По его мнению, лживая красота войны способна «заворожить читателя», чем и пользуются авторы «насквозь пропитанных кровью земных и космических „опер“». Критик отмечает однообразие сюжетных схем и главного героя в подобных произведениях, чего не избежал и Лукьяненко. Разбираясь в причинах войны с фангами, описанной в романе, Ревич отмечает, что та вызвана недоразумением и является «бессмысленной трагической ошибкой». Проводя параллели с настоящим положением вещей и множеством войн по ничтожным причинам, критик замечает, что роман можно было бы назвать философским. Тем не менее, по его мнению, философское начало отодвинуто «так далеко, что иной читатель может его и не заметить», а «сочетание серьезных мыслей с приемами бульварной литературы — вещь в принципе невозможная».
Главный герой романа, молодой парень Сергей, ещё до переноса в другой мир, на Земле «отличался умом, сообразительностью, крепкой мускулатурой и, в целом, хорошей физической подготовкой». По его словам, всю свою жизнь он был солдатом. Сначала воевал в горячих точках, потом участвовал в разделе города различными группировками. В новых же условия персонаж вынужден приспосабливаться, развиваться и импровизировать, из-за чего «выглядит гораздо большим лопухом». В мире Храмов Сергею снова приходится воевать: сначала с Шоррэем на плоскостных мечах, потом с пиратским кораблем секты Потомков Сеятелей. После переноса в будущее война не оставляет персонажа, вынужденного принимать участие в конфликте землян и фангов. «Устав от бесконечных войн», Сергей прекращает войну людей и фангов, которая в противном случае могла бы привести к гибели обеих цивилизаций. Помимо этого, Ярослав Хорошков отмечает романтичность, ироничность, способность быть неуверенным в себе и колебаться при принятии решений, а также щепетильность в выборе средств. В то же время в критической ситуации Сергей способен действовать твёрдо, а «дерзнувшие встать у него на пути становятся трупами». Ироничность героя проявляется в оценке им своего положения и того факта. что он попал в космическую оперу. По мнению Василия Владимировского, главный герой «постепенно умнел и усложнялся» в ходе трилогии вместе с ростом мастерства писателя. От «по-мальчишески романтического представления о необходимости насилия „на благо…“» Сергей переходит к негативной его оценке, как чего-то противоестественного.
Литературный критик Виталий Каплан отмечает наличие в романе крапивинских мотивов. Если первая часть в основном представляет собой героическую фэнтези, то во второй появляется дружба между взрослым и ребёнком — «столбовое направление» Крапивина. После встречи с Данькой Сергею предстоит сложный выбор между рациональным восприятием мальчика в качестве помехи и даже угрозы с одной стороны и доверием и дружбой — с другой. Сам факт дружбы становится для Сергея «высшей ценностью». Кроме того в романе присутствуют реминисценции из различных произведений писателей-фантастов, в частности Крапивина и братьев Стругацких. Появление у космического корабля 12-летнего Даньки напоминает роман Крапивина «Голубятня на жёлтой поляне». Сверхцивилизация Сеятелей является отсылкой к Странникам, которые возникают во многих романах Стругацких. Описание Земли XXII века навеяно классическим «миром Полудня».
В 1996 году повесть «Планета, которой нет» номинировалась на премии «Интерпресскон» и «Бронзовая Улитка» в номинации «Крупная форма». В 1997 на эти же премии номинировалась повесть «Стеклянное море».

## Адаптации

### Аудиокнига
В 2008 году издательство «Аудиокнига», входящее в холдинг «Издательская группа АСТ», записало аудиокнигу по роману-трилогии «Лорд с планеты Земля». Аудиокнига вышла на двух CD-дисках. Художественное оформление обложки выполнено Луисом Ройо.

### Экранизация
В 2006 году началась работа над сценарием для экранизации романа целиком. Лукьяненко участвовал в качестве консультанта. К концу 2007 года сценарий трилогии был написан. Съемки планировалось начать в 2008 году.

### Игра
В 2007 году по мотивам романа компанией «Mobile Infocom» была создана многопользовательская космическая online стратегия для сотовых телефонов — «Лорды». Игроки могут захватывать военные ресурсы и вражеские территории, объединяться в союзы и вторгаться на чужие планеты. Согласно легенде игры, пришедшие неизвестно откуда лорды не смогли договориться об устройстве мира. Первый из лордов «провозгласил порядок», построив идеальное со своей точки зрения государство, остальные поселились на дальних планетах, границы которых со временем соприкоснулись. Теперь космос разделен на две части, в одной из которых порядок, а в другой независимость. Игрок выбирает сторону и принимает участие в сражениях.